# Kolej krzesełkowa „Wielka Krokiew”
Kolej krzesełkowa „Wielka Krokiew” – całoroczna dwuodcinkowa kolej krzesełkowa z krzesełkami 2-osobowymi, w Zakopanem, w ramach skoczni narciarskiej Wielka Krokiew im. Stanisława Marusarza. Obecną kolej wybudował LST Loipolder Lenggries z Niemiec. Operatorem kolei jest Centralny Ośrodek Sportu.

## Historia
Pierwsza kolej na Wielkiej Krokwi została zbudowana w 1962. Była to kolej krzesełkowa pulsacyjna, z krzesełkami równoległymi do trasy. W 2008 nastąpiła przebudowa na kolej okrężną z krzesełkami 2-osobowymi.

## Dane techniczne
| Kolej krzesełkowa                     | „Wielka Krokiew” |
| ------------------------------------- | ---------------- |
| Długość trasy [m]                     | 356,8            |
| Poziom stacji dolnej [m n.p.m.]       | 907,5            |
| Poziom stacji pośredniej [m n.p.m.]   | 997,8            |
| Poziom stacji górnej [m n.p.m.]       | 1040,5           |
| Różnica poziomów [m]                  | 133              |
| Typ krzesełek                         | 2-osobowe        |
| Liczba krzesełek                      | 50               |
| Zdolność przewozowa [osób na godzinę] | 608              |